# パグ
パグ（Pug）は、犬の種類（犬種）の一つ。短鼻の小型犬。短毛でダブルコート、垂れ耳、巻き尾、性器も短い。毛色はフォーン（サンプル画像の毛色）、黒、灰、白、シルバーなど。なお、黒以外の毛色の場合は鼻から口の周辺及び耳は黒い。フォーンのパグは背中に沿って黒のトレースがある。
名前の由来は、ラテン語で「握り拳」を意味する「pugnus（プグヌス）」から、または、中国語で「いびきをかいて眠る王様」を意味する「覇歌（パークー）」から、古い英語で「優しく愛されるもの」からきているともいわれる。英語では'pug'と綴られるため'プグ'とも呼ばれる。
紀元前400年の中国にて既に存在しており、16世紀オランダでは「ダッチマスティフ」・「ドワーフマスティフ」と呼ばれ、日本には16世紀頃にはすでに持ち込まれていたという。

## 特徴・性質
- 小型犬ながら、骨格はしっかりとしており、鳴き声も落ち着いた低い声である。ときには、高い声も出す。
- フレンチブルドックとパグの見分け方は、前者は耳が立っており後者は耳が垂れているのが違いである。

## 健康上の注意点
イギリスの王立獣医学校の研究によれば、パグは何らかの障害を抱える確率が他の犬種と比べて1.9倍であると報告されている。頭蓋骨が小さいため脳が押しつぶされ気味であるほか、他の組織もより小さな部位に押しつぶされているといった極端な体型といえるため、鼻腔が狭く呼吸がしにくい、顔の皮膚が余ってしまいたるむことによる皮膚感染症、椎骨が奇形に近いことによる椎間板ヘルニアなどといった病気に罹患するリスクが高いとされた。一方で心雑音、攻撃性、傷害などのリスクは低いともされたが、全体として多くのパグは健康に大きな問題を抱えており、飼育する犬を選ぶ際に重要なのは飼い主の気まぐれではなく犬の健康であると結論づけている。
- 短吻種(鼻が短い)のため、暑さに弱く、寒さにも弱い。息切れしやすく、眼疾患、歯の問題、皮膚の炎症リスクが高い[3]。
- 垂れ耳と、特徴的な顔のしわに汚れがたまりやすく、皮膚病になりやすい。
- 目が大きいため、眼球表面に傷が付きやすい。目やにも出やすい。
- 食欲旺盛で肥満になりやすい。
- 睡眠時にいびきをかくことが多い。いびきがひどい場合、鼻腔狭窄の可能性がある。
- 壊死性髄膜脳炎（パグ脳炎）という疾患を発症することがある。原因は不明で確実な治療方法も未だ知られていない[4]。
- 呼吸器疾患やアレルギー、皮膚病などにかかりやすい[5]

2024年、カリフォルニア州オーハイ市は新しいペット動物保護条例では、パグやペルシャ猫など、呼吸障害のある猫や犬の繁殖が禁止することを決定。オーストリア、ドイツ、オランダ、ノルウェーを含む多くの国が、一部またはすべての呼吸障害犬の繁殖を禁止または制限している。2025年、デンマークはパグやブルドッグなどを繁殖させる際には健康診断を必須とする行政命令を策定。

## ギャラリー

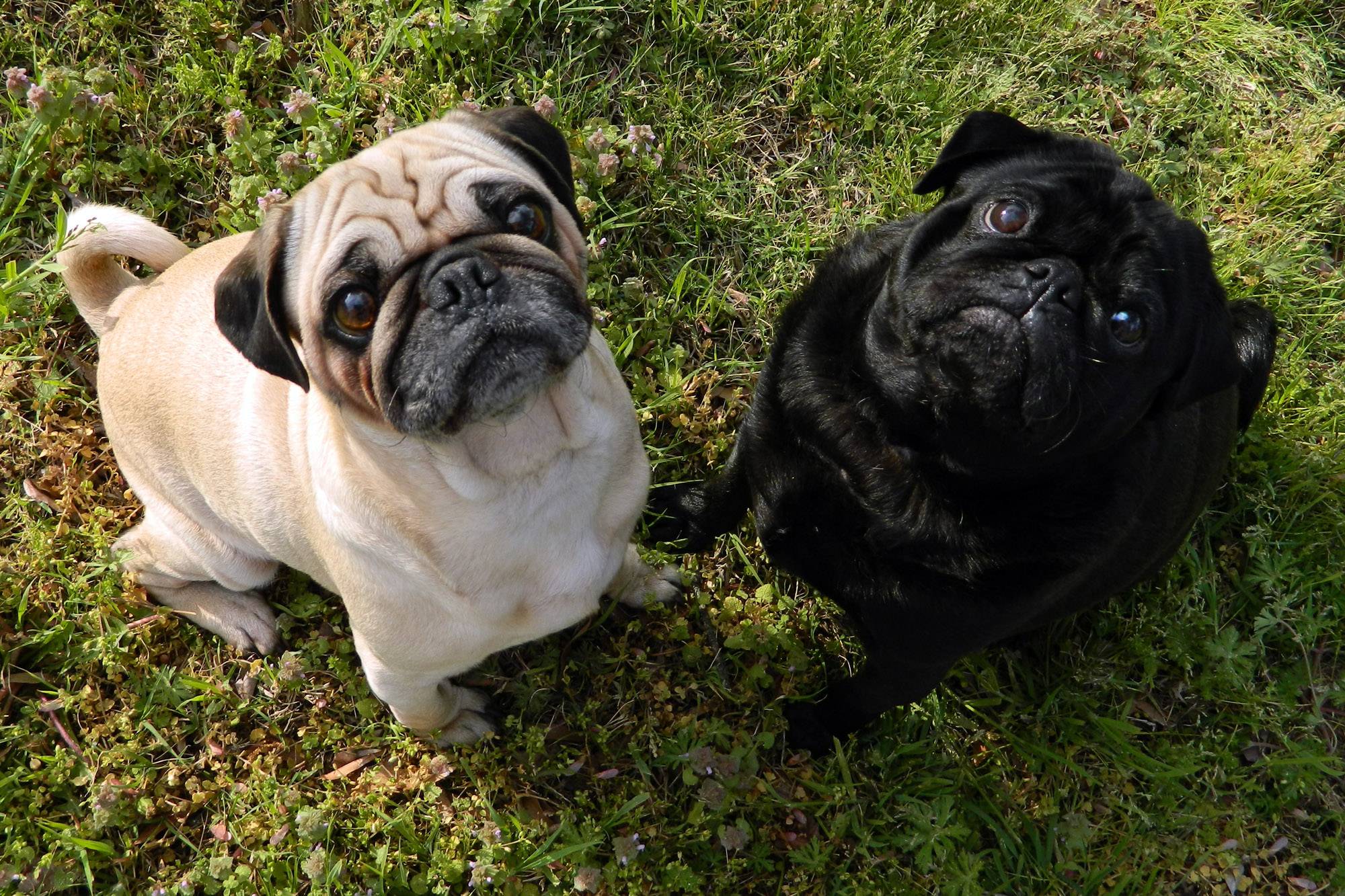
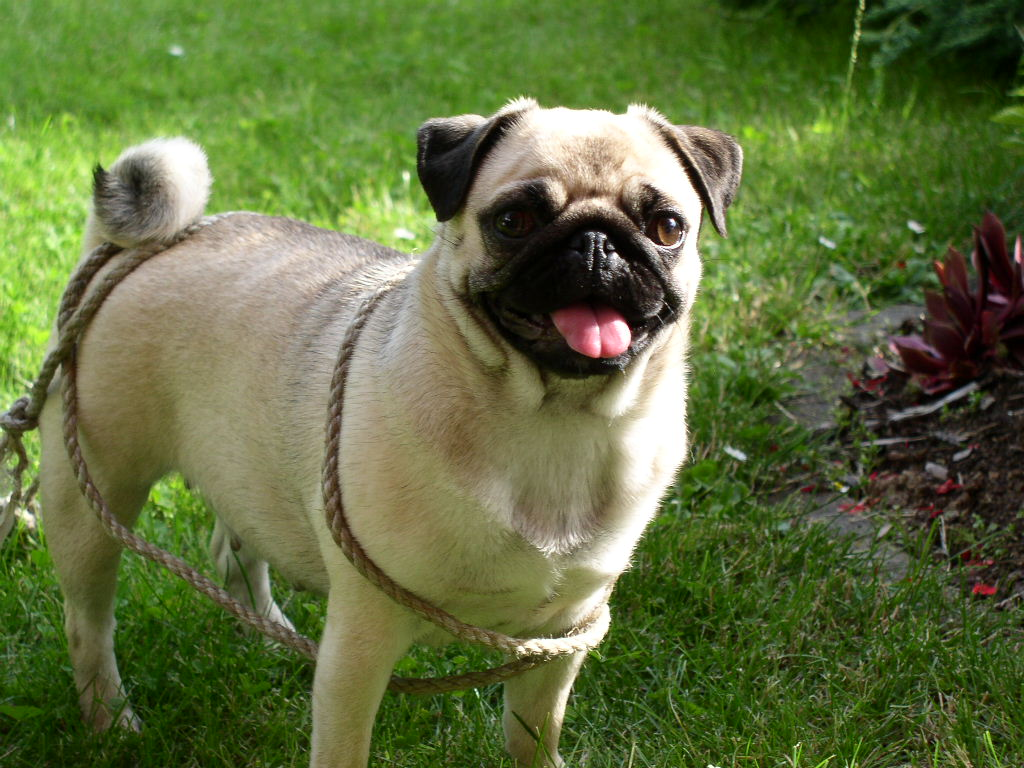
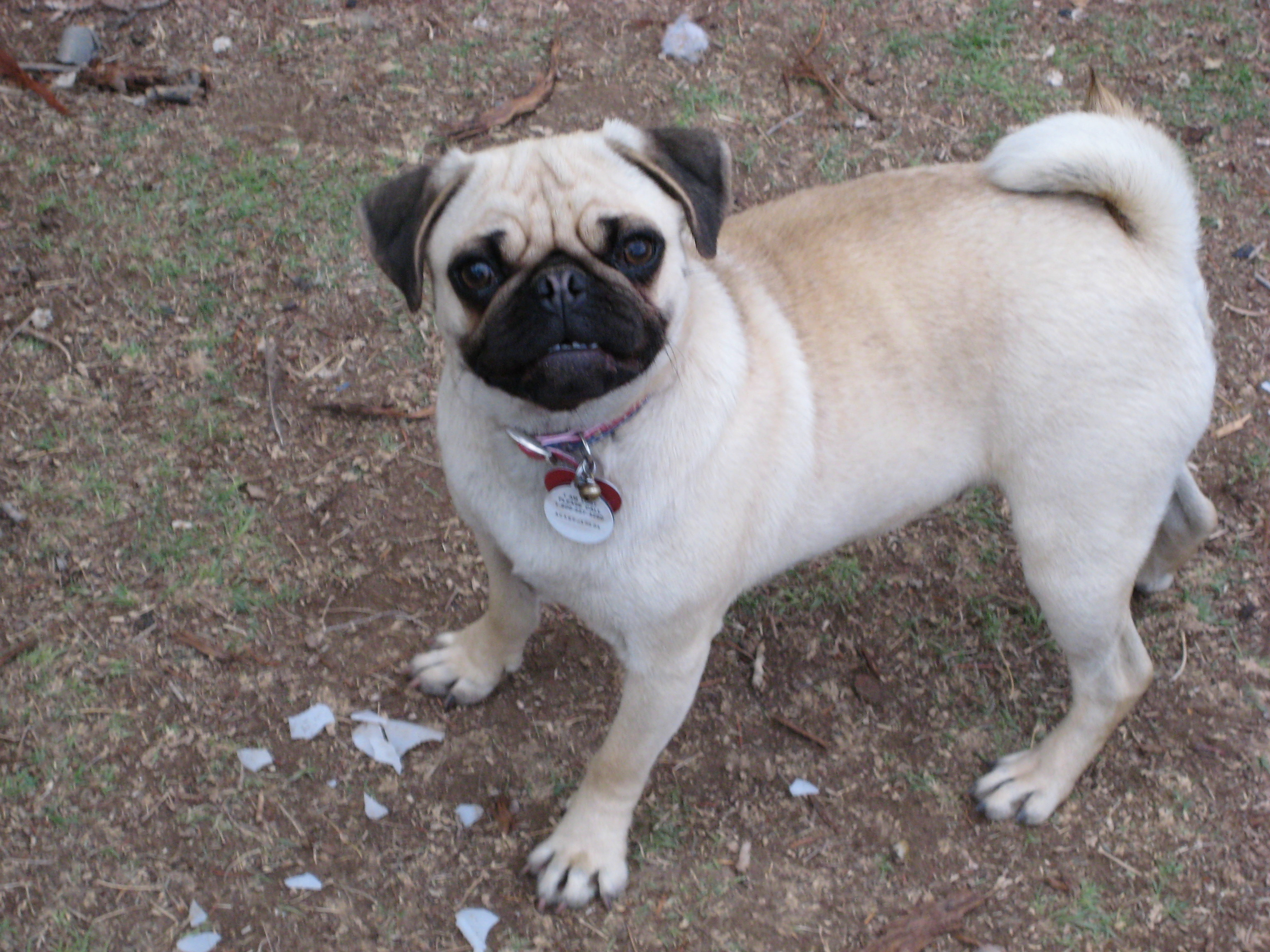
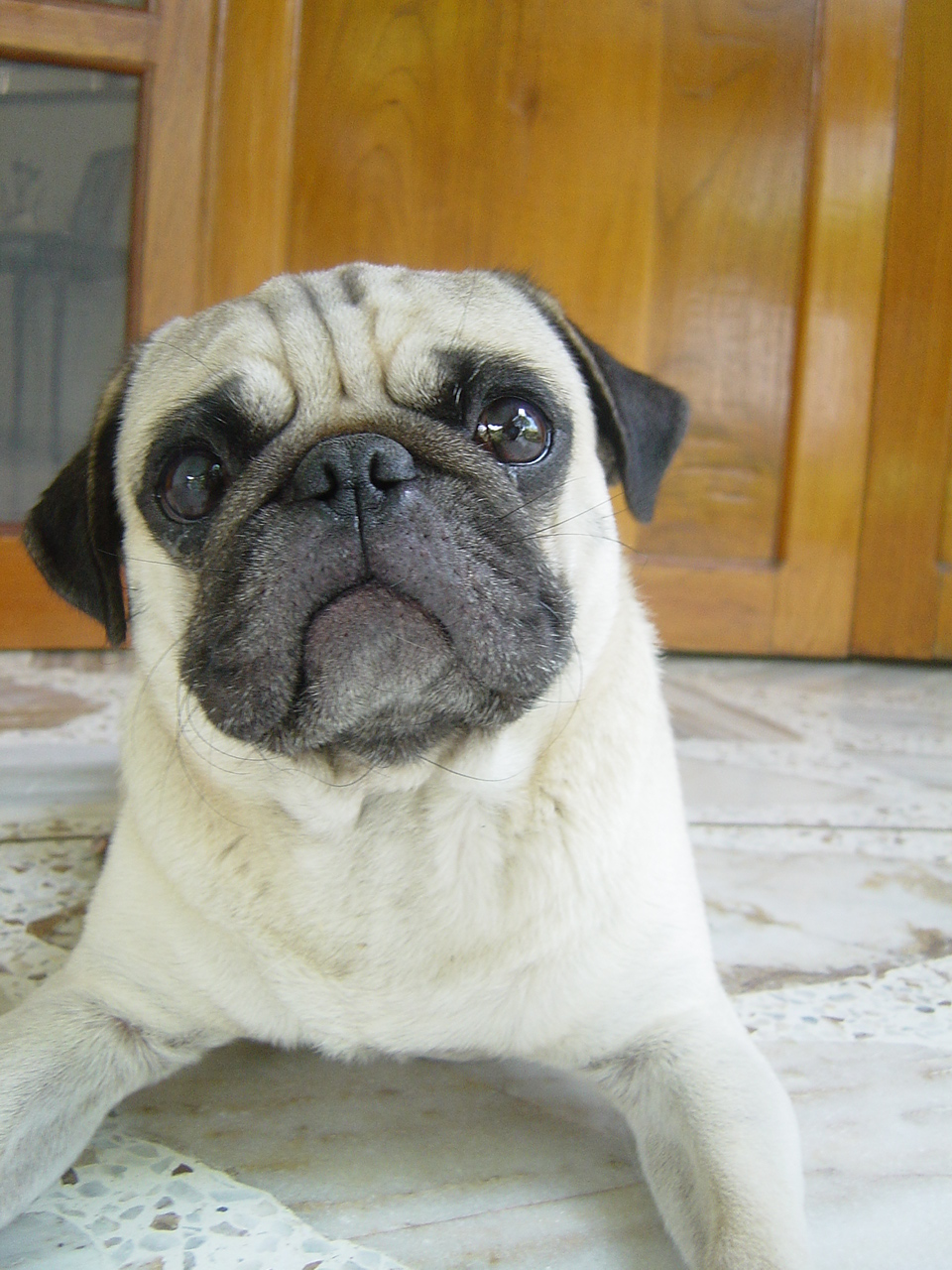
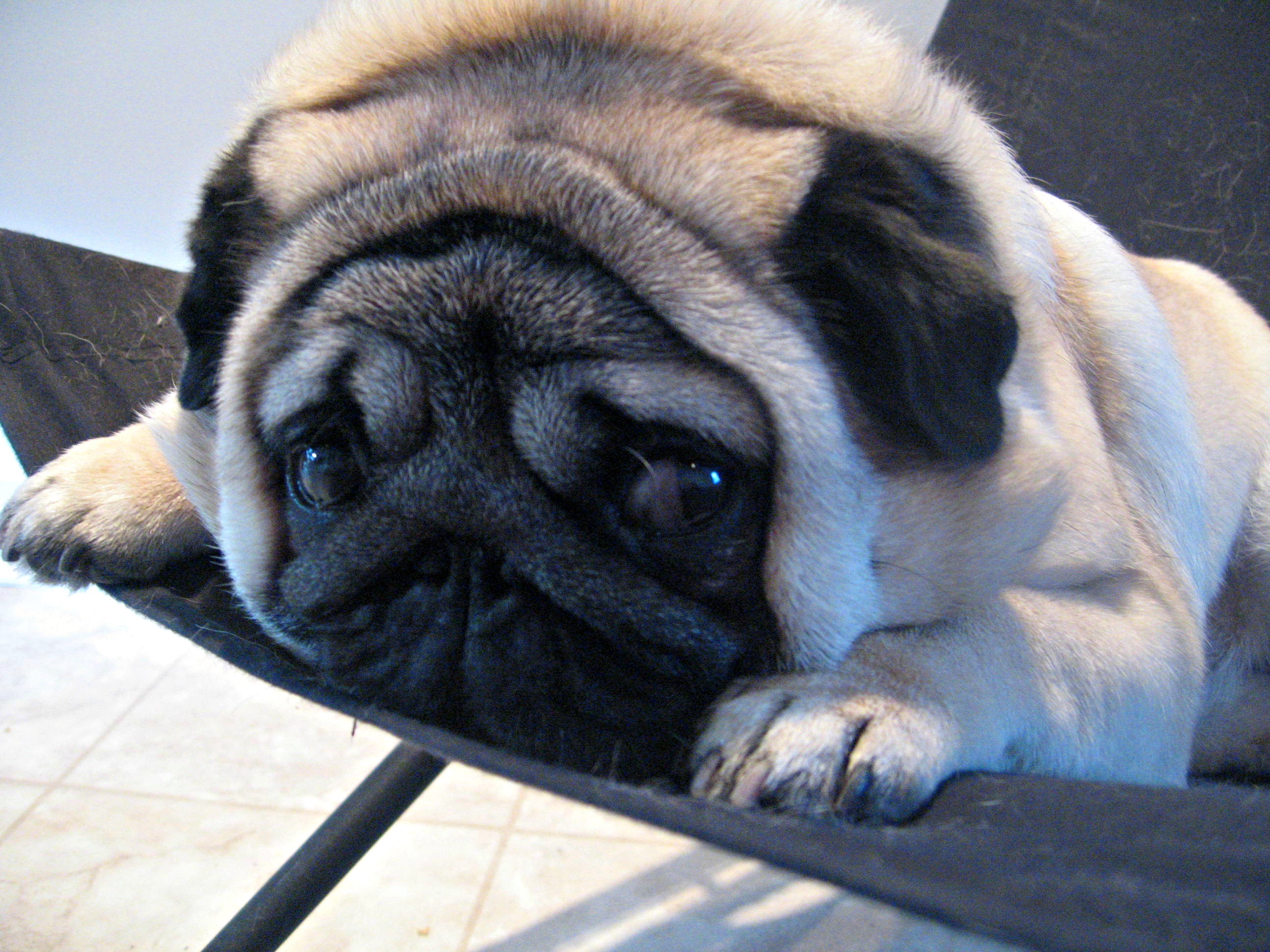
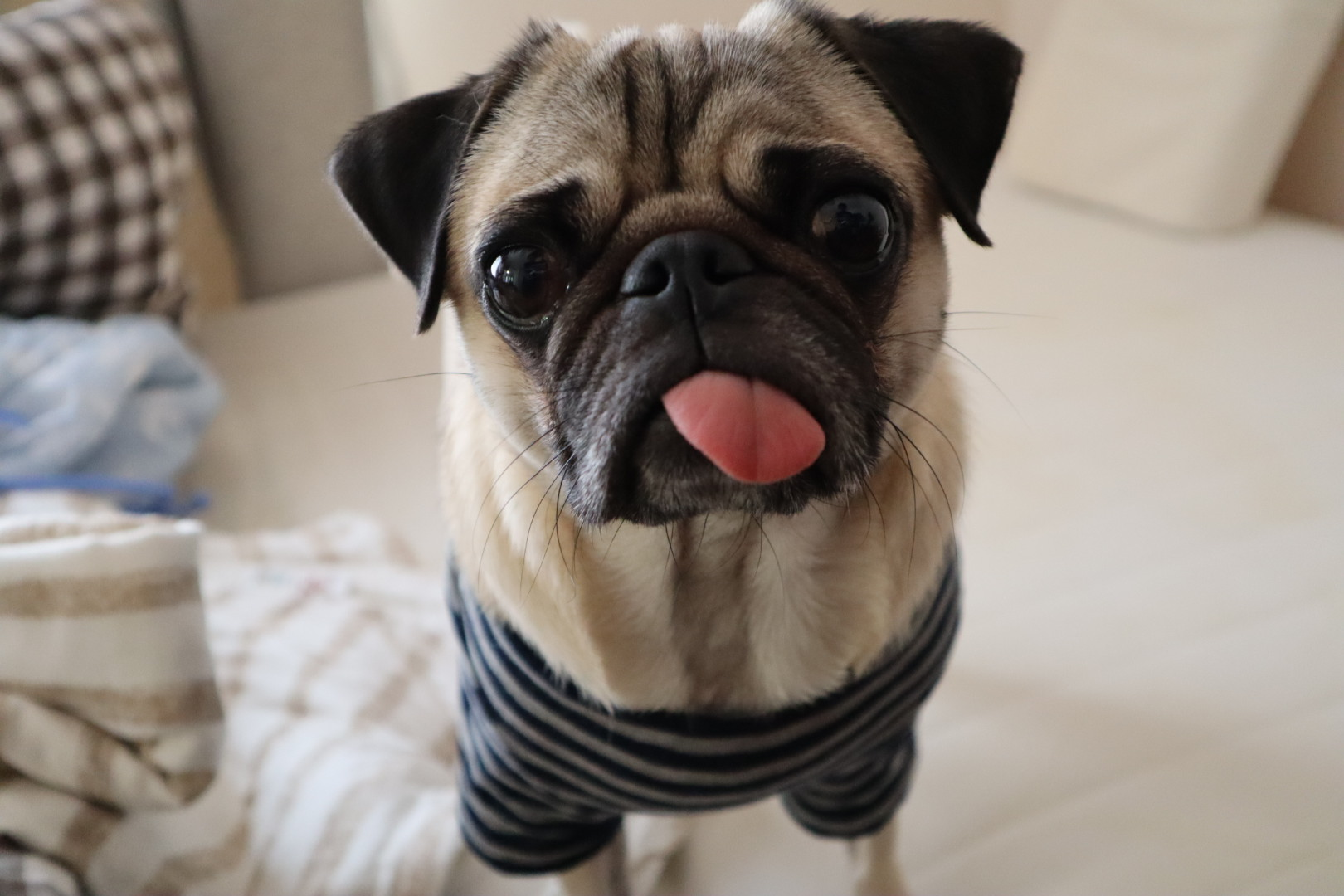

## 著名なパグのキャラクター
- フランク（Frank the Pug）『メン・イン・ブラック』
- JB『キングスマン』
- APO（アポ）『宇宙兄弟』
- プー助『子猫物語』
- KEN（ケン）『結婚できない男』

こびとずかん

## その他
イギリス英語では「（操車用の）小型機関車」をパグ（pug）と呼ぶことがあり、汽車のえほんシリーズの第12巻『8だいの機関車』の第4話「ふとっちょの局長の機関車たち (The Fat Controller's Engines)」に脇役で登場する黒い小型サドルタンク機関車がこの名前（初期の版では「パッグ」）で呼ばれている。
2010年8月9日に大阪にあるパグの聖地ドッグカフェこふみでパグオフ会が開催されたのが始まりで2018年9月13日、日本記念日協会に、8月9日をパグの日として記念日登録がなされた。